# Boscovich (cratère)
Pour les articles homonymes, voir Boscovich (homonymie).
Boscovich est le nom d'un cratère d'impact sur la face visible de la Lune. Son nom lui a été donné par l'Union astronomique internationale en 1935,,, en l'honneur de Ruđer Josip Bošković (1711–1787),,.
Boscovich fut observé pour la première fois en 1645 par Michael Florent van Langren,.

## Localisation
Voici la liste des reliefs de la Lune environnant le cratère,, : 
| Nord-ouest : À compléter | Nord : À compléter | Nord-est : À compléter |
| Ouest : À compléter      | Boscovich          | Est : À compléter      |
| Sud-ouest : À compléter  | Sud : À compléter  | Sud-est : À compléter  |

## Cratères satellites
Les cratères dits « satellites » sont de petits cratères situés à proximité du cratère principal ; leur nom est celui du cratère principal avec une lettre majuscule (même si la formation de ces cratères est indépendante de la formation du cratère principal). Par convention ces caractéristiques sont indiquées sur les cartes lunaires en plaçant la lettre sur le point le plus proche du cratère principal. Cratères satellites de Boscovich, : 
| Boscovich | Latitude | Longitude | Diamètre |
| --------- | -------- | --------- | -------- |
| A         | 9.5° N   | 12.6° E   | 6 km     |
| B         | 9.8° N   | 9.2° E    | 5 km     |
| C         | 8.5° N   | 12.0° E   | 3 km     |
| D         | 9.0° N   | 12.2° E   | 5 km     |
| E         | 9.0° N   | 12.7° E   | 21 km    |
| F         | 10.6° N  | 11.4° E   | 5 km     |
| P         | 11.5° N  | 10.3° E   | 67 km    |